# Publius Servilius Geminus
Publius Servilius Geminus (Kr. e. 3. század) ókori római politikus és hadvezér, az előkelő patricius Servilia gens Geminus családjának első ismert tagja volt.
Apját Quintusnak, nagyapját Cnaeusnak hívták. Kétszer volt consul az első pun háború alatt: először Kr. e. 252-ben, amikor kollégájával, Caius Aurelius Cottával sikeresen elhódított néhány várost a karthágóiaktól, köztük az elnéptelenedett Himerát, másodszor pedig Kr. e. 248-ban, ismét Cottával. Ebben az évben Lilybaeumot és Drepanát ostromolta, miközben Carthalo flottája elterelésül Itália megtámadásával próbálkozott.
Fia, Cnaeus Servilius Geminus Kr. e. 217-ben szintén elérte a consulságot.